# Жизненная сила (фильм)
«Жи́зненная си́ла» (англ. Lifeforce) — фантастический фильм ужасов 1985 года режиссёра Тоуба Хупера, экранизация произведения «Космические вампиры» Колина Уилсона. Премьера фильма состоялась 21 июня 1985 года. В США фильм собрал $11 603 545, из них в первый уик-энд проката $4 209 136.

## Сюжет
Действие фильма происходит в 1986 году. Совместная британо-американская экспедиция, отправленная на шаттле «Черчилль» для перехвата и исследования кометы Галлея, обнаруживает сокрытый за ней огромный объект искусственного происхождения. Полковник Карлсен (Стив Рейлсбэк) принимает решение осмотреть его и во главе небольшой группы отправляется к объекту. Проникнув внутрь, они находят тысячи давно высохших тел существ, похожих на летучих мышей, свободно плавающих во внутреннем пространстве древнего космического корабля, и странные прозрачные контейнеры, с телами двух мужчин и прекрасной девушки (Матильда Май), находящимися в состоянии анабиоза. Астронавты принимают решение перенести все три тела на борт «Черчилля», что приводит к катастрофе. Связь Центра управления полётами на Земле с экспедицией потеряна.
Через месяц корабль возвращается к Земле и, не выходя на связь, занимает позицию на орбите. К нему высылают другую команду на шаттле «Колумбия» со спасательной миссией. Когда они стыкуются с «Черчиллем», то находят останки команды, обожжённые до неузнаваемости при пожаре. Пришельцы не пострадали, и были переправлены в европейский Центр космических исследований, базируемый в Лондоне, где их исследуют доктор Буковски (Майкл Готард) и профессор Ганс Фаллада (Фрэнк Финлей). Когда девушка из космоса пробуждается, она бежит, высасывая саму жизнь из охранников, тем самым начиная страшную эпидемию. Каждая очередная жертва должна в течение 2 часов захватить жизненную силу другого человека, иначе она умрёт. Если это не остановить, человечество обречено. Для расследования происходящих событий прибывает полковник Кейн (Питер Ферт) из британской Особой воздушной службы.
Тем временем, в Техасе падает спасательная капсула с «Черчилля», в которой находится выживший полковник Карлсен. Он рассказывает историю о поджоге корабля, собственном спасении и о том, как один за другим погибли остальные члены команды. Под гипнозом Карлсен устанавливает ментальный контакт со сбежавшей девушкой-вампиром. Карлсен и Кейн бросаются в погоню за ней, и приезжают к медсестре в психиатрическую больницу в Йоркшире. Полагая, что создание переместилось в тело доктора Армстронга (Патрик Стюарт), они заманивают его в ловушку и усыпляют инъекциями морфия и пентотала, только чтобы обнаружить, что это была уловка, чтобы увести их из Лондона.
Лондон находится в хаосе. Двое других «чужих» мужского пола бежали, и обратили в вампиров множество людей. Фалладе удаётся убить одного из них, воткнув ему немного ниже сердца старинное металлическое копьё, и он предполагает, что, возможно, люди столкнулись с вампирами из легенд, посещавшими Землю в древние времена. Фаллада ведет себя странно, и Кейн наводит на него пистолет. Фалладу это не пугает, тогда Кейн стреляет в Фалладу чуть ниже сердца и тот мгновенно умирает. Кейн выдергивает копье из трупа, лежащего на столе, и тот превращается в скелет, обтянутый кожей (это был один из чужих). Карлсен признаётся, что открыл контейнер с девушкой-вампиром на шаттле и каким-то образом обменялся энергией с ней. Его влечёт к ней, и Карлсену удаётся найти её, лежащей на алтаре в соборе, передающей захваченную жизненную силу людей на прилетевший космический корабль. Девушка говорит Карлсену, что он в глубине своей сущности такой же вампир, как и она и поэтому должен пойти с ней. Кейн добирается до собора, и поражает копьем второго чужого чуть ниже сердца — тот сразу теряет человеческий облик и возможность поглощать жизненную силу и умирает. Когда полковник Кейн находит Карлсена, то застаёт в объятиях девушки. Кейн бросает ему копьё, и Карлсен пронзает вампира, жертвуя собой. Несмертельно раненая, девушка-вампир испускает всплеск энергии и поднимается вместе с ним на инопланетный корабль, увлекая за собой и Карлсена. Собор взрывается. Корабль пришельцев улетает в сторону кометы, а Карлсен и девушка оказываются заточёнными в таких же контейнерах, в которых вампиры были найдены изначально.

## В ролях
- Стив Рейлсбэк — полковник Томас Карлсен
- Питер Ферт — полковник Колин Кейн
- Фрэнк Финлей — профессор Ганс Фаллада
- Матильда Май — девушка-вампир
- Майкл Готард — доктор Буковски
- Патрик Стюарт — доктор Армстронг

## Отличия от романа
В отличие от романа, где экспедиция астронавтов обнаружила инопланетный корабль в поясе астероидов, в фильме данное обстоятельство совершается на комете Галлея. Подобные действия сценаристов связаны с тем, что в 1986 году должен был быть перигелий кометы, который и случился в феврале этого года. Этим обстоятельством создатели хотели привлечь большее количество зрителей в кинотеатры.

## Факты
- Это был первый из трёх фильмов Тоуба Хупера, снятых совместно с Дэном О’Бэнноном. Другие два фильма — ремейк «Вторжение с Марса» и «Техасская резня бензопилой 2».
- Для премьеры в Америке фильм был отредактирован на студии TriStar Pictures до 101-минутной версии.

## Награды и номинации
- 1985 год — на кинофестивале Sitges International Film Festival of Catalonia фильм стал лауреатом премии за «лучшие спецэффекты».
- 1986 год — фильм был номинирован на премию «Сатурн» Академии научной фантастики, фэнтези и фильмов ужасов (англ. Academy of Science Fiction, Fantasy & Horror Films), в категориях «лучшие спецэффекты» и «лучший фильм ужасов».